# Hexatoma (Eriocera) shirakii
Hexatoma (Eriocera) shirakii is een tweevleugelige uit de familie steltmuggen (Limoniidae). De soort komt voor in het Oriëntaals gebied.